# Eretmapodites grenieri
Eretmapodites grenieri är en tvåvingeart som beskrevs av Hamon och Someren 1961. Eretmapodites grenieri ingår i släktet Eretmapodites och familjen stickmyggor. Inga underarter finns listade i Catalogue of Life.